# Na Sang-ho
Đây là một tên người Triều Tiên, họ là Na.
Na Sang-ho (sinh ngày 12 tháng 8 năm 1996; Hán-Việt: Na Tương Hạo) là một tiền đạo bóng đá Hàn Quốc thi đấu cho FC Seoul ở K League Classic và Đội tuyển bóng đá quốc gia Hàn Quốc.

## Câu lạc bộ
Tính đến 31 tháng 10 năm 2019
| Câu lạc bộ          | Câu lạc bộ          | Câu lạc bộ          | Giải đấu | Giải đấu | Cúp quốc gia | Cúp quốc gia | Cúp liên đoàn | Cúp liên đoàn | Châu lục | Châu lục | Tổng cộng | Tổng cộng |
| Mùa giải            | Câu lạc bộ          | Giải đấu            | Trận     | Bàn      | Trận         | Bàn          | Trận          | Bàn           | Trận     | Bàn      | Trận      | Bàn       |
| ------------------- | ------------------- | ------------------- | -------- | -------- | ------------ | ------------ | ------------- | ------------- | -------- | -------- | --------- | --------- |
| 2017                | Gwangju FC          | K League 1          | 18       | 2        | 3            | 0            | —             | —             | —        | —        | 21        | 2         |
| 2018                | Gwangju FC          | K League 2          | 31       | 16       | 0            | 0            | —             | —             | —        | —        | 31        | 16        |
| 2019                | FC Tokyo            | J1 League           | 25       | 2        | 1            | 0            | 7             | 1             | —        | —        | 33        | 3         |
| 2020                | Seongnam FC (mượn)  | K League 1          | 19       | 7        | 3            | 0            | —             | —             | —        | —        | 22        | 7         |
| Tổng cộng sự nghiệp | Tổng cộng sự nghiệp | Tổng cộng sự nghiệp | 93       | 27       | 7            | 0            | 7             | 1             | —        | —        | 107       | 28        |

### Bàn thắng quốc tế
Bàn thắng và kết quả của Hàn Quốc được để trước.
| # | Ngày                 | Địa điểm                                        | Đối thủ      | Bàn thắng | Kết quả | Giải đấu                      |
| - | -------------------- | ----------------------------------------------- | ------------ | --------- | ------- | ----------------------------- |
| 1 | 10 tháng 9 năm 2019  | Sân vận động Köpetdag, Ashgabat, Turkmenistan   | Turkmenistan | 1–0       | 2–0     | Vòng loại FIFA World Cup 2022 |
| 2 | 11 tháng 11 năm 2019 | Sân vận động chính Asiad Busan, Busan, Hàn Quốc | Hồng Kông    | 2–0       | 2–0     | EAFF Cup 2019                 |